# Лещенко Анастасія Кирилівна
Лещенко Анастасія Кирилівна (24.04.1906, с. Грунь, Зіньківський повіт, Полтавська губернія — 17.05.1995, Київ) — вчений-селекціонер, кандидат сільськогосподарських наук.

## Біографія
Народилася Анастасія Лещенко 24 квітня 1906 року в с. Грунь, Зіньківський повіт, Полтавської губернії, нині Охтирського району, Сумської області. В 1927 році закінчила Полтавський сільськогосподарський інститут, в 1929 році пройшла курси з генетики і селекції у Харкові.

## Кар'єра
З 1921 року працювала у Зіньковецькому районному земельному відділі.
З 1927 року працювала в Полтавському сільськогосподарському інституті.
З 1929 року працювала в Кубанській дослідницькій станції сої та рицини на посаді завідувачки відділу селекції та насінництва.
З 1932 року — на Харківській селекційній станції.
З 1949 року — на Кіровоградскій сільськогосподарській станції, а також співробітниця головного управління сільсько- господарських наук Міністерства сільського господарства УРСР.
Першою в 1931 році експериментувала мутаціями сої та створила її уікальний генофонд.

## Селекційна робота
Анастасія Кирилівна обґрунтувала підходи до вибору вихідного матеріалу, методику селекції та принципи добору. Вона є авторкою та співавторкою 27-ми сортів сої (Ланка, Білосніжка, Веселка, Кіровоградська 4, Київська 48, Терезинська 24, Херсонська 2) та сорту чини (Кубанська 492).

## Праці
- Соя. Москва, 1948;
- Культура сої на Україні. К., 1962;
- Соя. К., 1977 (співавт.);
- Культура сои. К., 1978;
- Селекция, семеноведение и семеноводство сои. К., 1985 (співавт.);
- Соя (генетика, селекция, семеноводство). К., 1987.